# Піратський раунд

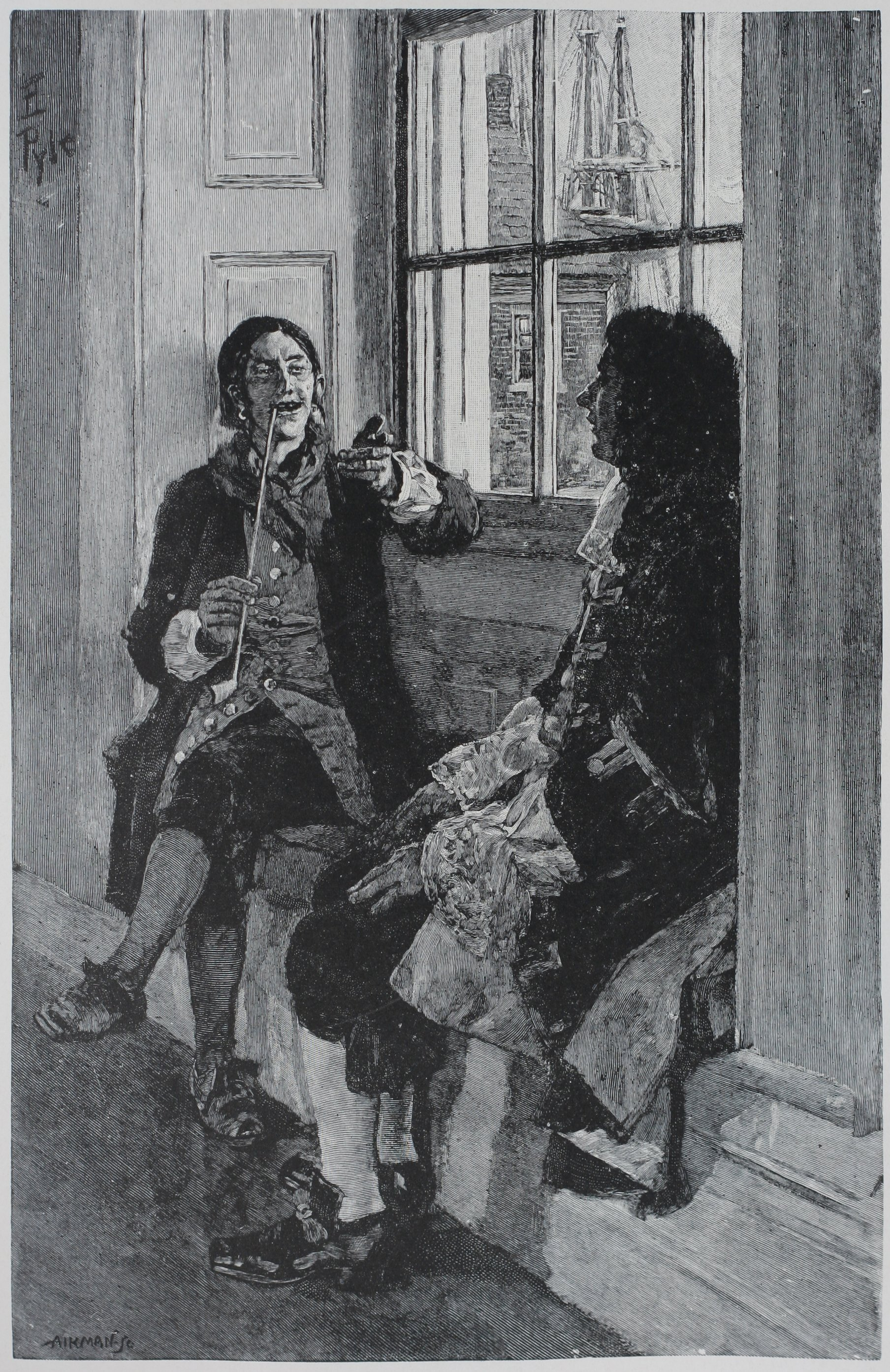
Говард Пайл. Томас Тью розповідає про власні подорожі Піратським раундом своєму другові, губернатору Нью-Йорка Флетчеру.

Піратський раунд (англ. Pirate Round) — морський маршрут з Атлантичного в Індійський океан, що використовувався на межі XVII та XVIII століть піратами, переважно англійського походження, для нападу на торгове судноплавство в західній частині Індійського океану. Маршрут пролягав від портів Карибського басейну та англійських Північноамериканських колоній, йшов паралельно Капському маршруту навколо африканського мису Доброї Надії до стоянок на о. Мадагаскар та сусідніх з ним островах у південно-західній частині Індійського океану, а звідти до таких цілей, як узбережжя Аравійського півострова та Індії. Піратський раунд значною мірою збігався з маршрутами торгових кораблів Британської Ост-Індійської компанії та Ост-Індійськими компаніями інших країн.

## Географія
Піратський раунд розпочинався з різних портів Атлантики, включаючи Бермудські і Багамські острови, східне узбережжя Північної Америки і навіть іспанську Ла-Корунью, залежно від того, де спочатку збирався піратський екіпаж. Звідти курс лежав на південний схід уздовж узбережжя Африки. Потім пірати долали мис Доброї Надії та пропливли через Мозамбіцьку протоку до північного Мадагаскару. Пірати часто використовували Мадагаскар для ремонту, кілювання і переобладнання своїх кораблів та поповнення запасів свіжої провізії, перш ніж рушити до своїх цілей далі на північ. Особливо важливими піратськими базами на Мадагаскарі були острів Сент-Марі (фр. Île Sainte-Marie) і затока Рантер-Бей (англ. Ranter Bay), обидва на північно-східній стороні острова. Для підготовки до останнього етапу свого круїзу, пірати також часто використовували сусідні Коморські острови і рідше — ненаселені на той час Сейшельські острови.
З баз на Мадагаскарі чи на Коморських островах перед піратам відкривався ряд привабливих напрямків. Найважливішими були острів Перім («ключ до Баб-ель-Мандебу») або місто Моха в гирлі Червоного моря. Це були ідеальні місця для перехоплення та пограбування суден індійської імперії Великих Моголів, особливо суден, що курсували між індійським Суратом і аравійською Меккою, перевозячи мусульманських паломників під час хаджу. Іншими напрямками могли бути Малабарське і Коромандельське узбережжя Індії, де можна було нападати на торгові суда Великих Моголів або багато навантажені європейські Ост-індійські кораблі. Пірати також могли нападати на Ост-індійські кораблі на Маскаренських островах на сході від Мадагаскара.
Після завершення рейду, пірати повертались в Атлантику аналогічним шляхом. Зазвичай на Мадагаскарі знову зупинялися для відпочинку, кілювання та поповнення запасів, а в деяких випадках, щоб дочекатися попутного мусонного вітру.

## Історія піратського раунду
Піратський раунд найбільш активно використовувався в період приблизно з 1693 по 1700 роки, а потім знову приблизно з 1719 по 1721 рік. Девід Кордінглі зазначає: «Деякі пірати здійснили додаткову подорож навколо мису Доброї Надії до Індійського океану і атакували кораблі, навантажені екзотичними продуктами Індії…, які стали відомі як Піратський раунд». Дженіфер Г. Маркс пише, що «амбітні морські розбійники почали відправлятися на Схід по маршруту, що став відомий як Піратський раунд: маршрут, який протягом приблизно тридцяти років, починаючи з 1690 року, з'єднував порти Карибського басейну та Північноамериканські колонії з Мадагаскаром».

### Початковий сплеск піратства
Англійське піратство в Індійському океані сягає принаймні часів короля Якова I, але більшу частину XVII століття основною метою англійських піратів була Іспанська імперія. Власне Піратський раунд як основний маршрут англійських піратів був започаткований в 1693 році надзичайно успішним рейдом англійського капера Томаса Тью. Чутки про велику здобич і незначні втрати Тью привернули увагу інших шукачів пригод і вже наступного року призвели до цілої повені піратів, що пішли за його маршрутом.
Важливою умовою для початкового успіху Піратського раунду була поставка товарів, налагоджена Адамом Болдріджем між островом Сент-Марі біля Мадагаскара та Північною Америкою за допомоги нью-йоркського купця Фредеріка Філіпса. Філіпс постачав Болдріджу з Америки на Мадагаскар зброю, припаси, одяг, алкоголь та інші необхідні речі, а останній збував їх піратам по захмарних цінах. Повстання тубільців і подальша втеча Болдріджа з Мадагаскару в 1697 році сприяла першому занепаду Піратського раунду.
Одним із найуспішніших учасників першої фази Піратського раунду був Генрі Еврі, який у 1695 році захопив корабель Ґандж-і-Савай, що належав особисто падішаху Великих Моголів Аурангзебу, захопивши скарбів на понад 325 000 фунтів стерлінгів.  Розлючена реакція Аурангзеба, спрямована проти Британської Ост-Індської компанії та подальші звернення Компанії до Англійського парламенту щодо необхідності придушення піратів призвели до катастрофічного рішення про організацію каперської експедиції для полювання на піратів в Індійському океані. Обраний капер, капітан Вільям Кідд, сам перетворився на пірата, атакуючи кораблі Великих Моголов та британські Ост-Індійські кораблі, що їх супроводжували, а також напав на нейтральне торгове судно Quedagh Merchant, яке Кідд захопив облудно піднявши французький прапор.
Ще одним відомим піратом першої фази Піратського раунду був Роберт Калліфорд, давній соратник Кідда, до якого зрештою перейшла більшість екіпажу Кідда. Піратські рейди Джона Боуена, Томаса Говарда, Абрахама Семюела і Томаса Вайта в 1700 році завершили перший період популярності Піратського раунду.

### Тимчасовий спад
З 1700 по 1718 рік активність на Піратському раунді пішла на спад. Причини включали вищезгадану втрату бази Болдріджа на Мадагаскарі, посилення конвоювання та захисту індійського та арабського судноплавства у співпраці з важко озброєними британськими ост-індійськими кораблями, а головним чином Війну за іспанську спадщину, яка з 1701 по 1713 рік надавала англійським морякам легальні можливості для пограбування торгових іспанських кораблів у Карибському басейні без необхідності здійснювати довгий і небезпечний перехід в Індійський океан.
Закінчення участі Великої Британії у війні в 1713 році і позбавлення колишніх каперів їх каперських свідоцтв призвело до вибухового зростання піратства в Карибському морі, але ще не відродило Піратський раунд. Однак після того, як у 1718 році Вудс Роджерс приборкав місцевих піратів в Нассау на Багамських островах, а колоніальна влада Вірджинії та Південної Кароліни розпочали агресивні антипіратські кампанії, знищивши Чорну Бороду, Стіда Боннета та Річарда Ворлі, карибські пірати почали шукати безпечніші місця для піратських нападів, що призвело до тимчасового відродження Піратського раунду, чому сприяло заснування Джеймсом Плейнтейном нової піратської бази в Рантер-Бей на Мадагаскарі.

### Коротке відродження
Серед останніх піратів, які відвідували води Мадагаскара з 1719 по 1721 рік, були Крістофер Кондент, Едвард Інгленд, Джон Тейлор та Олів'є Лавассер. Тейлор і Лавассер в 1721 році захопили найбільшу нагороду в історії Піратського раунду, пограбував на о. Реюньйон португальський корабель Nossa Senhora Do Cabo, на якому пірати захопили діаманти та інші скарби на загальну суму близько 800 000 фунтів стерлінгів. Крістофер Кондент також захопив великий приз вартістю 150 000 фунтів стерлінгів, а ось Едвард Інгленд, що відзначався лагідним характером був висаджений на о. Маврикій Тейлором і Лавассером і хоча зміг звідти добратись до піратської бази Джеймса Плейнтейна на Мадагаскарі, незабаром помер там як волоцюга.
Незважаючи на успіхи Тейлора, Лавассера та Кондента, Піратський раунд знову швидко занепав. Останні великі карібські піратські капітани — Едвард Лоу, Джордж Лоутер і Бартоломью Робертс не використовували цей маршрут. Плейнтейн покинув Мадагаскар у 1728 році. Зростання військової потуги Британської Ост-Індійської компанії, конкуренція з боку індійських піратів, розпад імперії Великих Моголів і занурення Індії в громадянську війну сприяли другому й остаточному занепаду Піратського раунду.